# Vitesse Delft

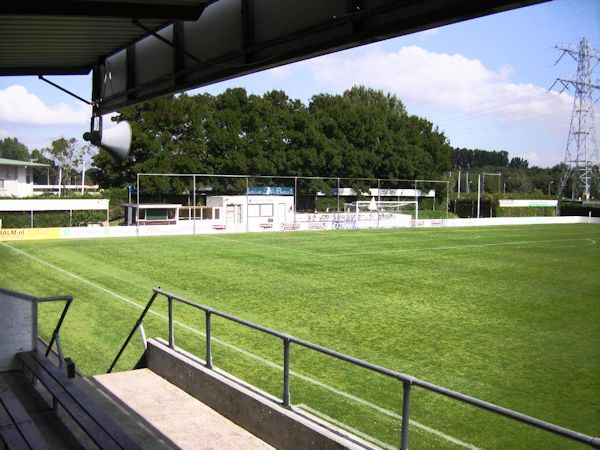
Sportpark Tanthof Zuid

De Christelijke Sportvereniging Vitesse Delft (C.S.V.D.) is een voetbalvereniging uit Delft. De club is op 14 september 1933 opgericht en speelde voor het eerst in de competitie 1933/1934, met drie elftallen. Vitesse Delft speelt in de Derde klasse zaterdag van het Nederlands amateurvoetbal (2025/26).
De club heeft een gedeeld sportcomplex met de buurvereniging SEP en volleybalvereniging Kratos'08. Het sportpark heeft, sinds een grootschalige renovatie in 2005, de beschikking over drie grasvelden, drie nieuwste-generatie goed omheinde en verlichte kunstgrasvelden en een sporthal. Beide voetbalverenigingen hebben de beschikking over een eigen hoofdveld.
De clubkleuren zijn rood/zwart. Het tenue is dan ook uit deze kleuren opgebouwd: Rood shirt met een zwarte V, zwart broekje en rode kousen met een zwarte band aan de bovenkant.

## Geschiedenis

### Van begin tot 1945
Op 14 september 1933 werd in zaal 4 van het gebouw voor Chr. Belangen aan de Brabantse Turfmarkt 22 te Delft besloten tot oprichting van de Christelijke Sportvereniging "Vitesse" Delft (C.S.V.D.). Bij een geheel vrije stemming voor de verkiezing van het eerste bestuur deed zich het opmerkelijke feit voor, dat alle gekozenen van gereformeerden huize waren. Daarvoor, in 1931, was al een poging gedaan een specifiek gereformeerde vereniging met de naam "Vitesse" op te richten, maar door gebrek aan (kerkelijke) saamhorigheid liep deze poging spaak. Toch ging na de emotionele vergadering op die dag in september 1933, die kort voor middernacht eindigde, niet alles van een leien dakje en ook de spelers lagen niet voor het opscheppen. Er is zelfs een tijd geweest (1935) dat Vitesse slechts 17 leden had. Dit waren de donkerste bladzijden van de vereniging.
Vitesse begon met drie elftallen aan de competitie 1933/1934. De start was niet slecht. Het eerste elftal, dat uitkwam in de 3e klas afd. Rotterdam van de Christelijke Nederlandsche Voetbal Bond (C.N.V.B.), eindigde op de derde plaats, evenals het jaar erna. In het seizoen 1936/1937 (afdeling Den Haag) werd de club voor het eerst kampioen. De dreigende oorlog in 1939 dwong de regering tot mobilisatie van het leger en verstoorde uiteraard het verenigingsleven. De C.N.V.B. besloot daarom een noodcompetitie te houden, wat inhield dat er aan het einde van het seizoen 1939/1940 geen promotie of degradatie plaatsvond. De zevende plaats van het geheel verjongde eerste elftal had derhalve geen betekenis. Op 1 augustus 1940 vond de fusie van C.N.V.B. en K.N.V.B. plaats (met als gevolg dat het predicaat "koninklijke" verdween). Onder redactie van het dagelijks bestuur verscheen in november 1940 het clubblad "Contact". En hoewel de toenmalig voorzitter in het openingsartikel de wens uitsprak dat het maandblad vele malen zou kunnen verschijnen, moest de redactie reeds in augustus 1941 haar werk staken wegens het ontbreken van een papiertoewijzing. "Contact" werd in 1940 uitgebracht, omdat in de oorlog het persoonlijk contact steeds moeizamer werd en er toch behoefte was aan uitwisseling van informatie. Na afloop van het seizoen 1943/1944 bleek Vitesse wederom de sterkste van de afdeling Rotterdam en werd kampioen. Daarnaast werd ook de beker gewonnen. Een jaar later was sportbeoefening als gevolg van razzia's en hongerwinter niet meer mogelijk.
Na de oorlog was het de bedoeling om de bal weer zo snel mogelijk aan het rollen te brengen. Dat was overigens geen gemakkelijke taak, want tijdens de "hongerwinter" in 1944 waren alle doelpalen van de velden aan de Laan van Vollering verdwenen. Dankzij het Rijksbureau voor Bouwmaterialen kwamen er toch vrij spoedig nieuwe doelpalen, maar ook de voetbaluitrusting baarde zorgen.
In 1945 zaten er bijvoorbeeld 36 leden zonder voetbalschoenen. Deze waren slechts te koop op vertoon van een schoenenbon, die maar spaarzaam werden verstrekt. Het bestuur verplichtte in die tijd elke speler die een schoenenbon ontving, zijn oude schoenen in te leveren, waardoor met wat passen en meten mogelijk weer een andere speler geholpen kon worden. Ballen waren in 't geheel niet te koop. In 1945 beschikte C.S.V.D. over nog slechts twee ballen. Een collecte op de jaarvergadering bracht in dat jaar driehonderd gulden op, daarvoor konden toen slechts enkele ballen gekocht worden. Ook shirts waren nauwelijks te koop. Een pakje zwarte verf deed echter wonderen!

### Van 1945 tot 1965
Na de oorlog werd Vitesse als gevolg van het kampioenschap in de afdeling Rotterdam in de 4de klas van de N.V.B. ingedeeld. Alleen was de naam Vitesse al aan een club in Arnhem vergeven en moest Vitesse voortaan door als C.S.V.D. In het seizoen 1945/1946 werd C.S.V.D. wederom kampioen. Daar de 4de klasse in 1946 de hoogste bij het zaterdagvoetbal was, streed ons 1ste team met dat van Quick Boys, Excelsior Pernis en Oranje Wit om het kampioenschap van Nederland. Een belangrijk feit was dat de NVB haar koninklijke status weer terugkreeg. C.S.V.D. speelde aan de Laan van Vollering en groeide snel. In 1950 werd er zelfs een volleybalafdeling opgericht.
Het seizoen 1952/1953 stond in het teken van de bouw van een eigen clubhuis, dat op 23 mei 1953 geopend werd. Bij de jaarvergadering in 1955 werd het voorstel van het bestuur om het toenmalige shirt, zwart met rode manchet en een kraag, te vervangen door een rood shirt met zwarte V aangenomen. In datzelfde jaar werd voor het eerst in de geschiedenis van de club heftig gediscussieerd over een contributieverhoging. De voorstanders wonnen en de maandcontributie ging omhoog naar f 0,35 cent voor pupillen, f 0,80 voor aspiranten, f 1,- voor junioren en f 1,75 voor senioren.
Het 25-jarig jubileum en de ingebruikneming van de nieuwe accommodatie aan de Middelweg vielen bij aanvang van het seizoen 1958/1959 samen, daarom was er op 30 augustus 1958 dubbel feest. Na een zeer druk bezochte receptie in zaal Koot begaf de C.S.V.D.-familie zich later op de middag naar het sportpark, waar clubgebouw en kleedkamers officieel werden geopend. In 1959/1960 was er weer een kampioenschap voor de Delftenaren.

### Van 1965 tot 1975
Intussen was de vereniging na zeven jaar Middelweg qua leden enorm vooruitgegaan. Telde C.S.V.D. bij de overgang in 1958 reeds 132 senioren, 169 junioren en pupillen alsmede 166 donateurs, bij de start van de competitie 1965/1966 registreerde men 206 senioren, 221 junioren en pupillen en 290 donateurs. Met als gevolg dat het veldprobleem, ondanks de medewerking van andere clubs, alsmaar nijpender werd. De oplossing kwam in zicht toen de gemeente Delft in het najaar van 1965 begon met de aanleg van zes velden aan het einde van de Schoemakerstraat, waarvan er drie aan C.S.V.D. werden toegewezen. Het betekende overigens wel een scheiding tussen senioren- en jeugdafdeling en het bracht bovendien de nodige financiële consequenties met zich mee. Er was echter geen alternatief en daarom keurde de buitengewone ledenvergadering op 29 november 1965 de plannen goed en gaf haar fiat om f 30.000,- uit te geven voor de bouw van een 2de clubgebouw.
In 1967/1968 stond C.S.V.D. echter weer volop in de belangstelling. Allereerst op 19 augustus 1967 bij de opening van het jeugdclubhuis aan de Schoemakerstraat(Oude Laan). Ondertussen heerste er bij de leden weer volop bedrijvigheid. Na een bliksemactie kwam geld op tafel ter verbouwing van het jeugdcomplex aan de Oude Laan, dat namelijk na twee jaar al weer te klein bleek. Dit mooie seizoen werd vervolgens afgesloten met een kampioenschap van het eerste elftal naar het hoogste amateurniveau. In het seizoen 1970/1971 werd er opnieuw in de buidel getast, wat duidelijk werd op de inmiddels traditioneel geworden carnavalsavond, toen het bestuur f4.500,- kreeg geschonken voor verbetering van de lichtinstallatie rond het oefenveld. Bij het begin van de competitie 1968/1969 werd het 35-jarig bestaan gevierd, waarbij de club via de leden restauratie van de bestuurskamer, shirts met rugnummer voor het 1ste elftal en een geluidsinstallatie rond het hoofdveld kreeg aangeboden.
In het 40ste levensjaar van de club werd het eerste opnieuw kampioen(1972/1973) en promoveerde de club naar het hoogste niveau in het zaterdagvoetbal. Het 40-jarig jubileum werd gevierd met o.a. een wedstrijd tegen Sparta Rotterdam.
In het seizoen 1975/1976 was er voor het eerst sprake van officieel zaalvoetbal binnen C.S.V.D. met de komst van 2 teams, nog steeds kent de club een afdeling zaalvoetbal.
Halverwege de jaren 70 is tijdens een ALV op verzoek van leden besloten de naam C.S.V.D. te vervangen door Vitesse Delft, omdat in de praktijk de oude naam vaak verkeerd geschreven werd en bovendien Vitesse de oorspronkelijke naam was. Nog steeds hebben oudere leden heimwee naar de tijd van C.S.V.D., maar de jeugd voelt zich prima bij Vitesse Delft thuis.

### Van 1975 tot 2000
Gedurende vele jaren, van 1967 tot en met 1991, werd de voetbalclub Vitesse Delft noodgedwongen in twee subverenigingen gesplitst: de senioren voetbalden op de velden aan de Middelweg (Sportpark Brasserskade) en de junioren aan de Oude Laan in de TU-wijk. De doorstroming van junioren naar senioren stagneerde daardoor volledig. Na de nodige activiteiten om de gemeente Delft te overtuigen van het belang van een hereniging voor Vitesse, werd in 1988 door de gemeenteraad besloten een nieuw sportpark in de wijk Tanthof aan te leggen, waar Vitesse de hoofdbespeler van zou worden. Na de winterstop in het seizoen 1991/1992 was het zover: Vitesse vestigde zich op het nieuwe sportpark en was herenigd. In mei 1992 werd dit gevierd met de officiële ingebruikname van het complex en een erewedstrijd van Vitesse tegen Feyenoord. De hereniging ging tamelijk soepel voor wat betreft de integratie van junioren en senioren. Vitesse had vrij snel weer een gezonde jeugdafdeling met voldoende jeugdteams. Echter het enorme gat dat was ontstaan met betrekking tot de aanwas van de seniorenafdeling met spelers uit de eigen jeugdopleiding was toen natuurlijk nog niet gedicht. Een nieuw kampioenschap was er aan het einde van de seizoenen '86-'87 en '98-'99, maar er waren in die jaren ook degradaties, dus veel werd er niet mee opgeschoten.

### Van 2000 tot heden
Vanaf het jaar 2001 kwam er een opmerkelijke sportieve opmars van de vereniging. Twee achtereenvolgende kampioenschappen brachten het eerste team, dat ondertussen was afgezakt naar de 3de klasse, op 1ste klas niveau. Het seizoen 2003/2004 was een kwestie van overleven en dat geschiedde keurig met een 6de plaats. Het jaar erna werd de finale van de nacompetitie gehaald, maar helaas verloren. Het jaar daarna, dus aan het einde van het seizoen 2005/2006, werd helaas in de laatste competitiewedstrijd het kampioenschap verspeeld. Maar het team toonde veerkracht, haalde opnieuw de finale van de nacompetitie en won met steun van honderden Delftenaren in Harderwijk de wedstrijd tegen HZVV (1-0). De missie, de top in het amateurvoetbal te halen, was in 5 jaar tijd gelukt: van de 3de klasse naar de hoofdklasse A. Sportief gezien kon het seizoen 2005/2006 al helemaal niet stuk. Het 2de elftal werd kampioen en promoveerde eveneens naar de (reserve)hoofdklasse. Het vlaggenschip van de jeugd, de A1, won na een zware strijd ook de nacompetitie, waardoor het team in de landelijke 3de divisie ging spelen.
Het seizoen 2006/2007 begon Vitesse erg sterk in de hoofdklasse, een slechte middenperiode zorgde ervoor dat tot aan de laatste wedstrijd tegen degradatie gestreden moest worden. Op de laatste speeldag viel het dubbeltje net de verkeerde kant op en kwam Vitesse 1 punt tekort om een wedstrijd voor promotie/degradatie te spelen.
Het seizoen 2007/2008 verloopt uiteindelijk zoals vaak voorkomt bij een degradant uit de Hoofdklasse, een matig jaar met een plaats in de middenmoot, maar het seizoen 2008/2009 moest een hoop goedmaken. De doelstelling is promoveren, maar het wordt het een jaar van waarin het allemaal net niet wil lukken. Vitesse doet bovenin goed mee maar grijpt naast een periodetitel en kan promotie naar de Hoofdklasse op haar buik schrijven.
Vol goede moed wordt dan gestart aan het seizoen 2009/2010. Vitesse begint erg goed, maar liefst 8 wedstrijden worden op rij gewonnen en de eerste periodetitel wordt dan ook terecht gewonnen. Na een moeizame tweede seizoenshelft promoveert Vitesse uiteindelijk achter kampioen Voorschoten '97 naar de hoofdklasse en net als de keer ervoor wordt het seizoen in de hoofdklasse A geen succes. Hoewel de ploeg technisch mee kan en vaak complimenten voor haar vertoonde spel incasseert, degradeert men opnieuw. 
Na 2 moeizame seizoenen (2011/2012 en 2012/2013) in de eerste klasse, waarbij Vitesse Delft in het 2e seizoen via de nacompetitie degradeert, komt Vitesse Delft in het seizoen 2013/2014 uit in de 2e klasse. Het eerste seizoen in die klasse is lastig,maar mede door vier overwinningen in de laatste vijf wedstrijden eindigt het team toch nog op een veilige 9e plek. 
In het daaropvolgende seizoen staat Vitesse na vijf wedstrijden op de laatste plaats met twee punten, maar er volgt een indrukwekkende inhaalrace en twee wedstrijden voor het eind pakt het de koppositie en staat die niet meer af.
De seizoenen 2015/2016 en 2016/2017 speelt Vitesse Delft in de eerste klasse en handhaaft zich twee beide seizoenen. Een jaar later verloopt het seizoen uiterst teleurstellend. Veel blessures en ‘net niet’ wedstrijden betekenen nacompetitie en ook hierin loopt het mis. Vitesse degradeert in het seizoen 2017/2018. Seizoen 2018/2019 betekent opnieuw opbouwen vanuit de 2e klasse D met spelers vanuit de jeugd en aanvullingen van buiten.

## Spelers in nationale amateurelftallen
Twee Vitesse Delft-spelers hebben het ooit tot een Oranjeshirt gebracht: Henny Jansen als linkshalf in het Nederlands Zaterdagelftal en Pleun van den Akker in het Nederlands Amateurelftal, toen er geen onderscheid meer was tussen zaterdag en zondag.
In oktober 2006 werd Daniel da Cruz in het Westelijk elftal opgenomen voor de kwalificatiewedstrijden voor de UEFA-Regiobeker.

## Competitieresultaten 1978–heden (zaterdag)
| 8 1A |

| 9 1B |

| 5 1A |

| 12 1A |

| 6 1A |

| 14 1A |

| 2 2B |

| 3 2B |

| 5 2B |

| 1 2B |

| 11 1A |

| 12 1A |

| 4 1B |

| 4 1B |

| 10 1A |

| 13 1A |

| 7 2B |

| 7 2B |

| 8 2B |

| 10 1B |

| 11 2C |

| 1 3B |

| 2 2C |

| 10 2C |

| 1 3B |

| 1 2C |

| 6 1B |

| 3 1B |

| 2 1B |

| 13 A |

| 7 1B |

| 5 1B |

| 2 1B |

| 14 A |

| 8 1B |

| 12 1B |

| 9 2C |

| 1 2C |

| 8 1B |

| 10 1B |

| 13 1A |

| 6 2D |

| 4* 2D |

| 4* 2C |

| 3 2C |

| 7 2E |

| 12 2D |

- = Dit seizoen werd stopgezet vanwege de uitbraak van het coronavirus. Er werd voor dit seizoen geen officiële eindstand vastgesteld.

| Tweede divisie | Derde divisie | Vierde divisie | Eerste klasse |
| Tweede klasse  | Derde klasse  | Vierde klasse  | Vijfde klasse |

In elke staaf van de grafiek staat van boven naar beneden vermeld: 
- Eindnotering

Dit is de positie die de club heeft bereikt in de competitie, zonder eventuele beslissings-, play-off- of nacompetitiewedstrijden die nodig zijn geweest om bijvoorbeeld de kampioen van de competitie te bepalen.
Indien een * achter het getal staat is de notering een tussenstand en kan het zijn dat de notering niet overeenkomt met de uiteindelijke eindstand van de competitie.
Staat er een - dan is het seizoen nog bezig en is er geen definitieve uitslag bekend.
Staat er xx op de positie van de notering, dan heeft de club vroegtijdig de competitie verlaten. Dit kan onder andere komen door terugtrekking van het team, faillissement van de club of door een uitgedeelde straf van de KNVB. In veel gevallen staat elders in het artikel de reden vermeld.
Staat er een ? dan is het resultaat uit het verleden onbekend, en is alleen de competitie of het niveau bekend van dat seizoen.
In de seizoenen 2019/20 en 2020/21 werd wegens de coronacrisis het amateurvoetbal afgebroken. Daardoor kennen deze staven geen eindklassering (middels -- weergegeven).
- Competitieniveau en afdelingsletter of Officiële eindstand Eredivisie
  - Competitieniveau en afdelingsletter

Hierbij geeft het getal het niveau weer, dat ook terug te vinden is in de legenda. De letter is de afdelingsaanduiding en wordt gebruikt wanneer er meer afdelingen zijn op hetzelfde niveau. De afdelingsletter is altijd een hoofdletter en wordt meestal zonder nummer gebruikt.
Voorbeeld: 2F is niveau 2e klasse competitie F.
Het competitieniveau en nummer wordt niet vermeld wanneer er slechts één competitie van dit niveau was.
  - Officiële eindstand Eredivisie (getal staat tussen haakjes vermeld)

Sinds de introductie van play-offwedstrijden voor Europees voetbal na afloop van de reguliere competitie in 2005/06, is de KNVB verplicht een eindstand van de Eredivisie door te geven aan de UEFA aan de hand van deze play-offwedstrijden.
Bij deze eindstand staan clubs die zich hebben gekwalificeerd voor Europees voetbal hoger dan clubs die zich niet wisten te kwalificeren. Indien er geen verschil was tussen de eindnotering en de officiële eindstand, staat dit getal niet vermeld.

- Onderafdeling

Hier staat afgekort de naam van de onderafdeling indien de club in dat jaar in een onderafdeling uitkwam. Tevens staat deze afkorting in de legenda en wordt gelinkt naar het artikel over deze onderafdeling. Deze afkorting wordt alleen vermeld wanneer de club in het verleden in verschillende onderafdelingen heeft gespeeld. Deze vermelding is in de staaf altijd in kleine letters. Deze onderafdelingen zijn na het seizoen 1995/96 afgeschaft. Heeft de club in slechts één onderafdeling gespeeld, dan is dit alleen terug te vinden in de legenda.
Onder de staaf staat het jaartal vermeld waarin het seizoen is afgesloten. 15 verwijst naar het seizoen 2014/15 of eventueel het seizoen 1914/15.
Wanneer een staaf leeg is, zijn deze gegevens niet bekend. Het kan ook zijn dat de club dat seizoen niet heeft meegespeeld op het hogere amateurniveau, vroegtijdig de competitie heeft verlaten of uit de competitie is gezet.

In het seizoen 1944/45 was er wegens de Tweede Wereldoorlog geen regulier competitievoetbal.

## Bekende (oud-)spelers
| - Rensy Barradas - Kåre Becker - Ferrie Bodde - Robin Faber - Stef Gronsveld | - Jeff Hardeveld - Jesper Hogedoorn - Djamel Leeflang - Ard van Peppen - Kevin Visser |